# Pahkala (Oulu)
Pahkala (en finnois : Pahkalan kaupunginosa) est  un  quartier du district de Yli-Ii de la ville d'Oulu en Finlande.

## Description
Le quartier compte 117 habitants (31.12.2018).
Le quartier est créé au début de 2013. 
Il est voisin du quartier d'Yli-Ii et de la municipalité de Pudasjärvi.
Le quartier abrite la centrale hydroélectrique de Pahkakoski et la centrale hydroélectrique de Haapakoski appartenant à Pohjolan Voima,.